# Dirty COW

Logotipo do Dirty COW

Dirty COW é uma vulnerabilidade no kernel Linux que afeta todos os sistemas operacionais baseados nele incluindo o Android. Trata-se de um bug para elevação de privilégios local que explora uma condição de corrida na implementação do mecanismo de copy-on-write. O bug está presente no kernel Linux desde a versão 2.6.22 lançada em setembro de 2007 e tem sido explorado desde outubro de 2016.
Embora seja um bug local de elevação de privilégios, invasores remotos podem usá-lo juntamente com outros exploits que permitem execução de código não privilegiado para conseguir acesso com privilégios de superusuário no computador. O ataque por si só não deixa rastros no log do sistema.
O bug é identificado pelo Common Vulnerabilities and Exposures como CVE-2016-5195. A distribuição Linux Debian anunciou que liberou uma correção para esta vulnerabilidade.
Foi demonstrado que o bug pode ser utilizado para conseguir privilégios de superusuário em qualquer dispositivo Android até a versão 7.